# Resale (Website)
Die RESALE GmbH & Co. KG ist der Betreiber des Online-Marktplatzes für Gebrauchtmaschinen resale.de. Die B2B-Plattform war das erste Gebrauchtmaschinenportal im Internet weltweit.

## Geschichte
Der Online-Marktplatz ging unter der Domain resale.de im Jahr 1996 online und war damit der erste weltweit. Gegründet und ins Leben gerufen wurde die Plattform von Thomas Grün und Edgar Keser in Braunschweig mit dem Ziel, den Handel von nicht fungiblen Maschinen durch die Zentralisierung von Angebots- und Gesuchanzeigen auf einem digitalen Marktplatz zu vereinfachen und geografische Barrieren zu durchbrechen. Der Marktplatz nahm damit in der Nische der Gebrauchtmaschinenportale eine Vorreiterrolle ein.
Der Marktplatz entwickelte sich zu Beginn nur langsam. Probleme waren die mangelnde Internetanbindung der Bevölkerung und der Unternehmen sowie die Nicht-Akzeptanz von kostenpflichtigen Inseraten. Die Bereitschaft für Dienste von Internetportalen zu zahlen war gering.
1997 folgte die Umstellung auf kostenlose Inserate, was zu steigenden Online-Zugriffen und Angebotseinstellung führte. Das Geschäftsmodell basierte zu diesem Zeitpunkt auf der Monetarisierung durch Bannerwerbung. 2002 betrug die Anzahl der Verkaufsangebote rund 10.000 Inserate. Das Kommerzialisierungsproblem konnte bei Resale erst im Jahr 2003 durch die Wiedereinführung von Insertionsgebühren gelöst werden, als die Akzeptanz dafür vorhanden war. Im Jahr 2014 wurde die Marke von 100.000 eingestellten Inseraten überschritten.

## Leistungsangebot
Resale agiert als Marktplatz im klassischen Sinne, der Händler und Käufer zusammenbringt. Das Geschäftsmodell ist daher nicht provisionsbasiert, sondern beruht auf Insertionsgebühren. Die Tarife staffeln sich nach Zeitraum und Funktionsumfang. Zudem richten sich spezielle Tarife an Maschinenhändler. Inseriert werden können normale Verkaufsangebote sowie Auktionsangebote. Aktuell sind auf dem Online-Marktplatz mehr als 140.000 Inserate aktiv. Die Verkaufs- und Auktionsangebote erstrecken sich über Maschinen aller Branchen, wie zum Beispiel Metall- und Holzverarbeitungsmaschinen, Landmaschinen, Verfahrens- und Lagertechnik sowie Bürotechnik.